# Polymixia nobilis
Polymixia nobilis Lowe, 1838 è un pesce d'acqua salata appartenente alla famiglia Polymixiidae.

## Descrizione
Presenta un corpo ovaloide, compreso ai fianchi, con bocca e occhi grandi, piccolo peduncolo caudale, pinne minute. Una coppia di lunghi barbigli parte dal mento. La livrea presenta un colore di fondo grigio argenteo con riflessi rosati e pinne bruno scuro. 

Raggiunge una lunghezza massima di 45 cm.

## Biologia

### Alimentazione
Questa specie ha dieta carnivora: si nutre di crostacei (gamberetti Plesionika sp.), molluschi cefalopodi e pesci ossei.

### Speranza di vita
Ha vita piuttosto longeva: raggiunge i 14 anni d'età.

## Distribuzione e habitat
Questa specie è diffusa nelle acque medio-profonde (100-770 m) e vicine alle coste dell'Atlantico e dell'Oceano Indiano, Mar Rosso compreso. È invece assente dal Mar Mediterraneo. Abita i fondali sabbiosi.

## Pesca
È oggetto di pesca a scopi alimentari: la sua carne è consumata fresca oppure, se pescato in mare aperto, surgelata per il commercio.